# Michael Sadowsky
Michael A. Sadowsky (Estônia, 1902 – 31 de dezembro de 1967) foi um engenheiro pesquisador em mecânica dos sólidos, em particular teoria matemática da elasticidade e ciência dos materiais. 
Nascido na Estônia, obteve um doutorado em 1927 na Universidade Técnica de Berlim, orientado por Georg Hamel, com a tese Die räumlich-periodischen Lösungen der Elastizitätstheorie (Soluções espacialmente periódicas na teoria da elasticidade. Contribuiu para o uso da teoria do potencial em elasticidade e do mecanismo de transmissão de força em compósitos. A maior parte de seus artigos foram escritos em alemão e estão sendo traduzidos para o inglês.